# Asterina euryae
Asterina euryae är en svampart som beskrevs av Bin Song 2004. Asterina euryae (svamp) ingår i släktet Asterina,  och familjen Asterinaceae.   Inga underarter finns listade.